# Hondaidhoo
Hondaidhoo is een van de onbewoonde eilanden van het Haa Dhaalu-atol behorende tot de Maldiven.